# 宋翰縑
宋翰謙（韓語：송한겸；1996年07月17日—），韓國男歌手，前Seven O'Clock成員，現為OMEGA X成員。

## 演藝生涯
- 2017年3月16日，以STARO娛樂推出的男子組合Seven O'Clock成員出道。
- 2017年10月29日，以STARO娛樂練習生身份參與由YG娛樂投資的《MIXNINE》，比賽進行約三個多月，最終排名第6名，預計透過節目出道。可惜YG娛樂最終無法與其他經紀公司取得相同意見，加上節目沒有比預期受到歡迎，於2018年5月3日宣布取消出道計劃[1]。
- 2021年，以SPIRE娛樂推出的11人男子團體OMEGA X成員活動。
- 2023年5月8日，宣布與所屬經紀公司SPIRE娛樂解除專屬合約。
- 2023年7月3日，與IPQ娛樂 （页面存档备份，存于）簽訂專屬合約。

## 外部連結
個人連結
- 翰謙的OMEGA X官方IG
- 翰謙的個人IG

OMEGA X連結
- Omega X的Daum Cafe（韓國） （页面存档备份，存于）
- Omega X的Twitter（韓國） （页面存档备份，存于）
- Omega X的Members Twitter（韓國） （页面存档备份，存于）
- Omega X的Instagram（韓國）
- Omega X的Facebook（韓國）
- Omega X的Twitter（日本） （页面存档备份，存于）
- Omega X的Instagram（日本）
- Omega X的Youtube（韓國） （页面存档备份，存于）
- Omega X的Vlive（韓國） （页面存档备份，存于）

Seven O'Clock連結
- Seven O'clock的官方網站（页面存档备份，存于）
- Seven O'clock的官方Facebook （页面存档备份，存于）
- Seven O'clock的官方Twitter（页面存档备份，存于）
- Seven O'clock的官方Instagram（页面存档备份，存于）
- Seven O'clock的官方Youtube （页面存档备份，存于）